# Eurytenes longiradialis
Eurytenes longiradialis är en stekelart som först beskrevs av Fischer 1957.  Eurytenes longiradialis ingår i släktet Eurytenes och familjen bracksteklar. Inga underarter finns listade i Catalogue of Life.